# Tiro nos Jogos Olímpicos de Verão de 2024 - Skeet masculino
A competição do skeet masculino do tiro nos Jogos Olímpicos de Verão de 2024 foi disputada em 2 e 3 de agosto de 2024 no Centro de Tiro Esportivo, em Châteauroux. Um total de 30 atiradores de 25 Comitês Olímpicos Nacionais (CON) participaram do evento.

## Qualificação
O período de qualificação começou com o Campeonato Europeu de 2022 em Larnaca, Chipre, para os eventos de espingarda. Por todo o processo, as vagas foram geralmente concedidas para os atiradores que terminassem em primeiro lugar nos Campeonatos Mundiais da Federação Internacional de Esportes de Tiro (ISSF) ou nos respectivos campeonatos continentais (África, Europa, Ásia, Oceania e Américas).
Após o término do período de qualificação, com todos os CONs recebendo a lista oficial de vagas, a ISSF verificou o Ranking Mundial em cada um dos eventos individuais de tiro. O atirador com a melhor colocação, que não tivesse classificado em nenhuma prova e cujo CON não tivesse vaga em uma prova específica, obteve uma vaga olímpica direta.

## Calendário
Horário local (UTC+2)
| Data                | Horário | Fase                 |
| ------------------- | ------- | -------------------- |
| 2 de agosto de 2024 | 9:30    | Qualificação – Dia 1 |
| 3 de agosto de 2024 | 9:00    | Qualificação – Dia 2 |
| 3 de agosto de 2024 | 15:30   | Final                |

## Medalhistas
| Ouro   | USA Vincent Hancock |
| Prata  | USA Conner Prince   |
| Bronze | TPE Lee Meng-yuan   |

## Recordes
Antes desta competição, os seguintes recordes eram estabelecidos:
| Recordes da qualificação | Recordes da qualificação        | Recordes da qualificação | Recordes da qualificação | Recordes da qualificação |
| ------------------------ | ------------------------------- | ------------------------ | ------------------------ | ------------------------ |
| Recorde mundial          | Valerio Luchini                 | 125                      | Pequim                   | 9 de julho de 2014       |
| Recorde olímpico         | Tammaro Cassandro Éric Delaunay | 124                      | Tóquio                   | 26 de julho de 2021      |

| Recordes da final | Recordes da final     | Recordes da final | Recordes da final | Recordes da final     |
| ----------------- | --------------------- | ----------------- | ----------------- | --------------------- |
| Recorde mundial   | Angad Vir Singh Bajwa | 60                | Cidade do Kuwait  | 6 de novembro de 2018 |
| Recorde olímpico  | Vincent Hancock       | 59                | Tóquio            | 26 de julho de 2021   |

## Resultados

### Qualificação
Os seis primeiros atiradores após a qualificação avançam para a final.
| Pos. | Atirador                 | CON                | 1  | 2  | 3  | 4  | 5  | Total | S-off | Notas |
| ---- | ------------------------ | ------------------ | -- | -- | -- | -- | -- | ----- | ----- | ----- |
| 1    | Conner Prince            | USA Estados Unidos | 24 | 25 | 25 | 25 | 25 | 124   | +12   | Q, =  |
| 2    | Tammaro Cassandro        | ITA Itália         | 25 | 25 | 24 | 25 | 25 | 124   | +11   | Q, =  |
| 3    | Lee Meng-yuan            | TPE Taipé Chinês   | 25 | 24 | 25 | 25 | 25 | 124   | +7    | Q, =  |
| 4    | Vincent Hancock          | USA Estados Unidos | 25 | 25 | 25 | 24 | 24 | 123   |       | Q     |
| 5    | Stefan Nilsson           | SWE Suécia         | 24 | 24 | 24 | 25 | 25 | 122   | +6    | Q     |
| 6    | Nicolás Pacheco          | PER Peru           | 25 | 25 | 23 | 24 | 25 | 122   | +5    | Q     |
| 7    | Gabriele Rossetti        | ITA Itália         | 22 | 25 | 25 | 25 | 25 | 122   | +3    |       |
| 8    | Sven Korte               | GER Alemanha       | 25 | 23 | 25 | 24 | 25 | 122   | +1    |       |
| 9    | Éric Delaunay            | FRA França         | 25 | 24 | 25 | 23 | 25 | 122   | +1    |       |
| 10   | Azmy Mehelba             | EGY Egito          | 24 | 25 | 22 | 25 | 25 | 121   |       |       |
| 11   | Efthimios Mitas          | GRE Grécia         | 25 | 24 | 24 | 24 | 24 | 121   |       | CB:15 |
| 12   | Jakub Tomeček            | CZE Chéquia        | 25 | 24 | 24 | 24 | 24 | 121   |       | CB:14 |
| 13   | Mohammad Al-Daihani      | KUW Kuwait         | 24 | 24 | 22 | 25 | 25 | 120   |       |       |
| 14   | Jesper Hansen            | DEN Dinamarca      | 22 | 23 | 25 | 24 | 25 | 119   |       |       |
| 15   | Rashid Saleh Hamad       | QAT Catar          | 24 | 22 | 23 | 24 | 25 | 118   |       |       |
| 16   | Kim Min-su               | KOR Coreia do Sul  | 25 | 22 | 23 | 24 | 24 | 118   |       |       |
| 17   | Lyu Jianlin              | CHN China          | 24 | 23 | 24 | 23 | 24 | 118   |       |       |
| 18   | Marcus Svensson          | SWE Suécia         | 24 | 25 | 22 | 23 | 24 | 118   |       |       |
| 19   | Charalambos Chalkiadakis | GRE Grécia         | 25 | 23 | 24 | 23 | 23 | 118   |       |       |
| 20   | Eetu Kallioinen          | FIN Finlândia      | 23 | 22 | 23 | 24 | 25 | 117   |       |       |
| 21   | Sebastián Bermúdez       | GUA Guatemala      | 23 | 25 | 21 | 25 | 23 | 117   |       |       |
| 22   | Erik Watndal             | NOR Noruega        | 25 | 25 | 22 | 22 | 23 | 117   |       |       |
| 23   | Hákon Svavarsson         | ISL Islândia       | 23 | 23 | 23 | 22 | 25 | 116   |       |       |
| 24   | Anantjeet Singh Naruka   | IND Índia          | 23 | 22 | 23 | 24 | 24 | 116   |       |       |
| 25   | Joshua Bell              | AUS Austrália      | 24 | 23 | 23 | 24 | 22 | 116   |       |       |
| 26   | Eduard Yechshenko        | KAZ Cazaquistão    | 21 | 23 | 22 | 24 | 25 | 115   |       |       |
| 27   | Federico Gil             | ARG Argentina      | 24 | 21 | 24 | 23 | 23 | 115   |       |       |
| 28   | Peeter Jürisson          | EST Estônia        | 24 | 20 | 22 | 23 | 24 | 113   |       |       |
| 29   | Omar Ibrahim             | EGY Egito          | 22 | 20 | 20 | 22 | 22 | 106   |       |       |
| 30   | Jorge Antonio Salhe      | PLE Palestina      | 22 | 23 | 18 | 17 | 20 | 100   |       |       |

### Final
Após a segunda série de tiros, as competidoras com menos acertos nos alvos são eliminadas em cada série até restarem duas atiradoras.
| Pos.              | Atirador          | CON                | Séries | Séries | Séries | Séries | Séries | Séries | S-off |
| Pos.              | Atirador          | CON                | 1      | 2      | 3      | 4      | 5      | 6      | S-off |
| ----------------- | ----------------- | ------------------ | ------ | ------ | ------ | ------ | ------ | ------ | ----- |
| Medalha de ouro   | Vincent Hancock   | USA Estados Unidos | 10     | 20     | 29     | 38     | 48     | 58     |       |
| Medalha de prata  | Conner Prince     | USA Estados Unidos | 9      | 19     | 29     | 39     | 48     | 57     |       |
| Medalha de bronze | Lee Meng-yuan     | TPE Taipé Chinês   | 10     | 19     | 29     | 37     | 45     | —      |       |
| 4                 | Tammaro Cassandro | ITA Itália         | 10     | 19     | 29     | 36     | —      | —      |       |
| 5                 | Stefan Nilsson    | SWE Suécia         | 8      | 18     | 27     | —      | —      | —      |       |
| 6                 | Nicolás Pacheco   | PER Peru           | 9      | 17     | —      | —      | —      | —      |       |